# Microhouse
Microhouse (også kendt som Minimal house) er en afskåret, minimal form for house-musik, som stammer fra de senere 90'er, hvilket tager indflydelse fra minimal techno, glitch og IDM. Selvom det ofte er bygget omkring en stabil 4/4-tidssignatur, adskiller det sig fra traditionel house-musik med hensyn til dets brug af samples: Korte klip af statisk lyd, glitches og nogle gange er selv menneskestemmer ofte inkluderet, som modsætning til house's almindelig brug af trommemaskine-samples, såsom highhatte og stortrommer. Genren har steget i popularitet over årene, specielt inden for Europa, med kunstnere såsom Ricardo Villalobos og Luomo der nyder en stærk underjordisk følgende og kritisk succes.